# Nemea
Nemea  este un oraș în Grecia în prefectura Corintia.